# Objawienia Maryi i Michała Archanioła w Garabandal

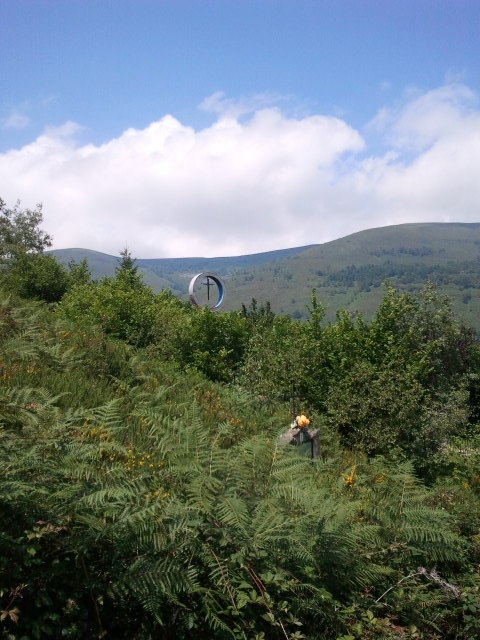
Krzyż kapliczki postawionej na pamiątkę objawień w Garabandal

Objawienia Maryi i Michała Archanioła w Garabandal (Objawienia Najświętszej Maryi Panny z Góry Karmel w Garabandal) – objawienia Maryjne w miejscowości San Sebastián de Garabandal należącej do prowincji Kantabria w Hiszpanii, w latach 1961-1965, z udziałem czterech mieszkających w tej wsi dziewczynek: Conchity González, Marii-Dolorez Mazon, Jacinty González i Marii-Cruz González. Miejscowi biskupi diecezji santanderskiej wydali noty informacyjne o niestwierdzeniu błędów doktrynalnych w treści objawień (1965) i o niepotwierdzeniu nadprzyrodzonego charakteru zjawisk (1961, 1962, 1967, 1977, 1996). Stolica Apostolska nie wydała żadnego orzeczenia na ich temat, jedynie Święte Oficjum raz (1965) i Kongregacja Doktryny Wiary dwukrotnie (1967 i 1992) odesłały sprawę do diecezji.

## Przebieg
Cztery dziewczynki z Garabandal, w wieku 11-12 lat, zajmujące się na co dzień nauką w szkole i pracami gospodarskimi, niespokrewnione ze sobą: Conchita González, Maria-Dolorez Mazon, Jacinta González i Maria-Cruz González, 18 czerwca 1961 roku zgodnie oświadczyły, iż tego dnia, jak zapisała pierwsza z nich, „ukazała mi się postać bardzo piękna, otoczona olśniewającym światłem, które nie raziło mych oczu”. W ciągu kilku następnych dni doznały podobnego widzenia, które od początku zidentyfikowały jako anioła. 1 lipca anioł oznajmił im, iż następnego dnia, w święto Nawiedzenia Najświętszej Maryi Panny, przybędzie Ona jako Matka Boża z Góry Karmel, on zaś jest św. Michałem Archaniołem .

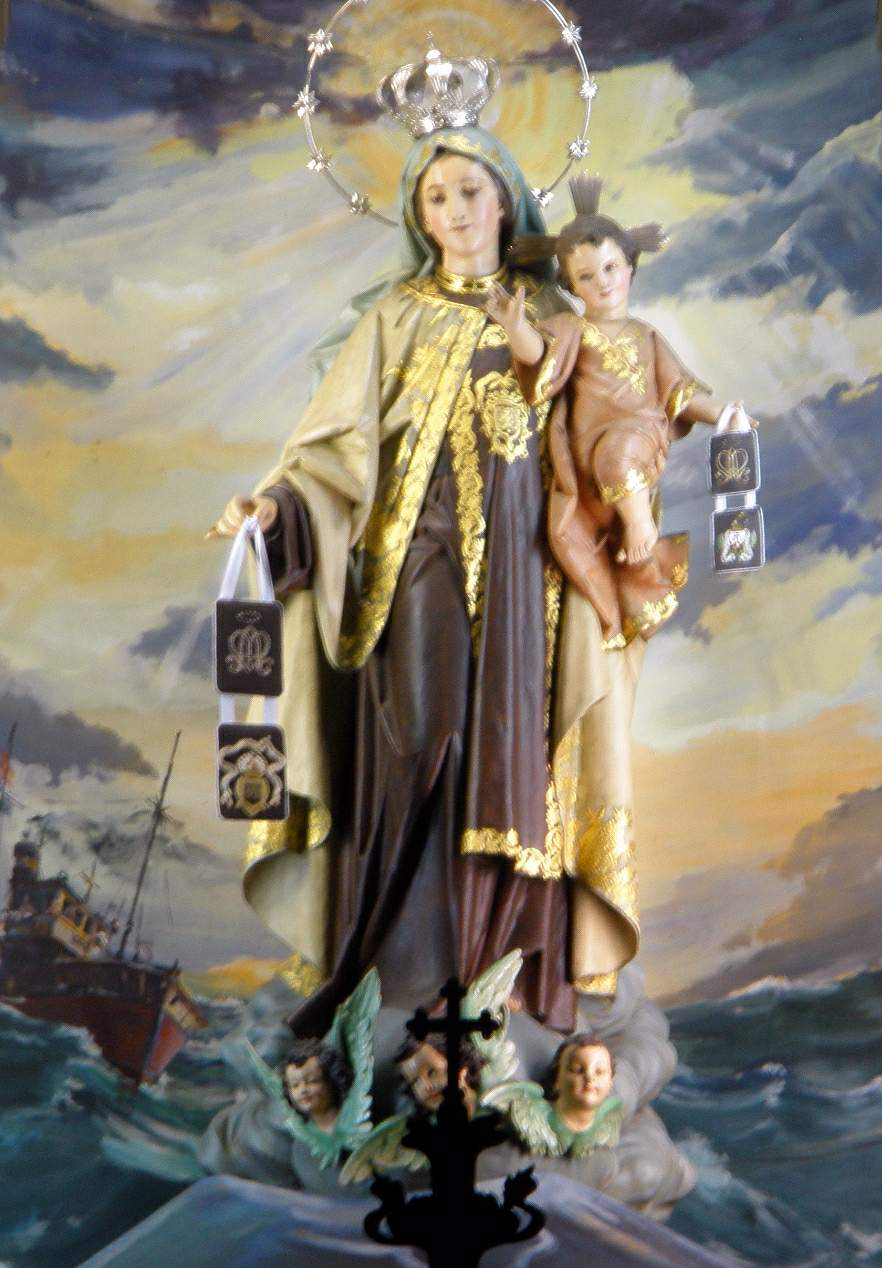
Figura Naszej Pani z Karmelu w kościele karmelitów w Santanderze

2 lipca 1961 roku, według opisu w „Dzienniku” Conchity González, „Dziewica przychodzi w białej sukni, w niebieskim płaszczu i w koronie z małych złotych gwiazd. [..] Ręce ma rozłożone, a na prawej znajduje się brązowy szkaplerz. […] Żadna kobieta nie jest podobna do Dziewicy ani co do głosu, ani pod żadnym innym względem!”. Dziewczynki mówiły, iż w trakcie widzenia rozmawiały z Maryją, której towarzyszył św. Michał Archanioł i drugi anioł, bliźniaczo podobny do niego oraz odmawiały różaniec. Następnego dnia widzenie Maryi powtórzyło się im przy wielu świadkach obserwujących zachowanie dziewczynek. Według relacji Conchity „ludzie, którzy tam byli, dawali nam przedmioty do ucałowania. Ona całowała wszystkie. Powiedziała nam o wielu rzeczach, lecz nie pozwoliła nam ich powtarzać” .
W kolejnych miesiącach, do stycznia 1963 roku, zdarzało się to często, a ludzie coraz tłumniej przychodzili, aby dawać Maryi do pocałowania rozmaite dewocjonalia. 18 października 1961 roku Chonchita przekazała „orędzie Maryi do całego świata”. Objawieniom towarzyszyły różne nadzwyczajne zjawiska, jak marsze dziewczynek w stanie ekstazy, lewitacje, rozpoznawanie przez nie stanu duszy obecnych tam osób, w obecności tysięcy świadków. Do objawień przekonała się pewna liczba kapłanów, w tym kilku jezuitów, wśród nich dwaj bracia: Ramon i Luis Maria Andreu. Następowały spektakularne nawrócenia, m.in. niewierzącej Żydówki i protestanta. Charakterystyczne było też przyjmowanie przez dziewczynki niewidzialnej Komunii z rąk anioła, która została raz ujrzana i zarejestrowana przez świadków: na 69 kadrach nakręconego wówczas filmu widać hostię, która pojawiła się na języku Conchity.
W 1963 roku dziewczynki nie miały widzeń, tylko raz w miesiącu lokucje (słyszenia wewnętrzne), których autentyczny charakter potwierdził wówczas ks. Luis Lopes Retenaga, prefekt seminarium duchownego w San Sebastián, który im towarzyszył w tym okresie i zabrał Conchitę na pielgrzymkę do Lourdes. Nadal ciężko pracowały na gospodarstwach i poświęcały wolny czas na modlitwę. W ostatnich linijkach „Dziennika” Conchita zapisała: „Te lokucje były dla mnie wielkim dobrem, ponieważ to było tak, jakby Najświętsza Dziewica była we mnie” . Na pytanie: „Co wybrałybyście pomiędzy objawieniem, Komunią i lokucjami”, wszystkie odpowiedziały: „Komunię!”.

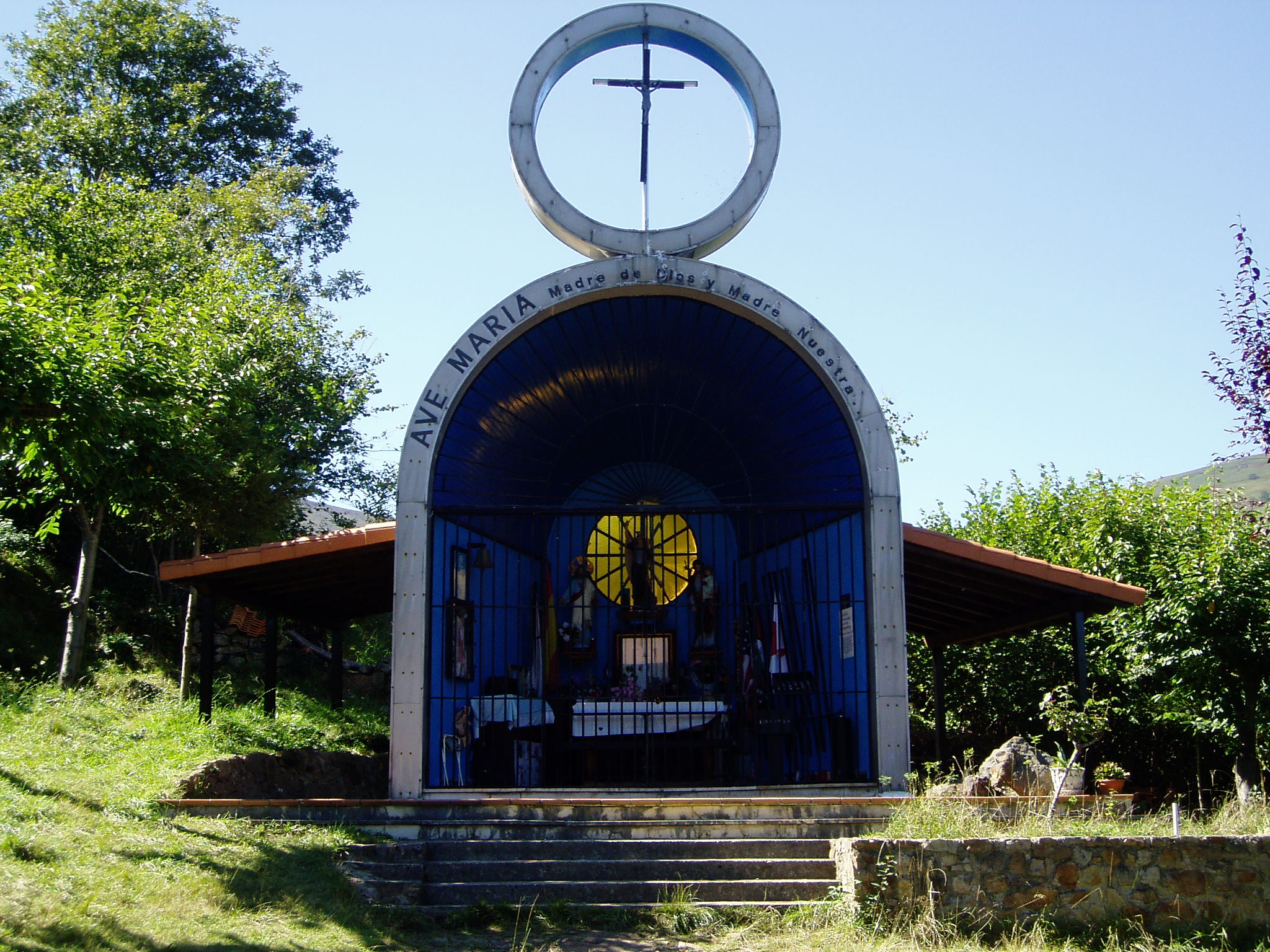
Kapliczka w miejscu objawień

W 1964 roku dziewczęta miały kilka lokucji, a Conchita, w styczniu 1965 roku, objawienie podobne do pierwszego (w dniu 2 lipca 1961), po którym oznajmiła, iż „Dziewica da nowe orędzie, ponieważ powiedziała mi: Z poprzedniego (z 18 października 1961) niewiele sobie zrobiono. Dziewica przekaże więc ostatnie orędzie”. W zapowiedzianym czasie, 18 czerwca 1965 roku, w obecności tłumu ludzi z różnych krajów, w tym kilku kapłanów, w świetle reflektorów i kamer telewizyjnych, Conchita wpadła w ekstazę, a po niej rozpłakała się. Następnego dnia przekazała treść orędzia otrzymanego za pośrednictwem św. Michała Archanioła. W sobotę, 13 listopada 1965 roku, miała sama jeszcze jedno objawienie, po którym zapisała słowa Maryi: „Widzisz mnie tutaj po raz ostatni, ale zawsze będę z tobą i ze wszystkimi moimi dziećmi” .
W następnych latach nic spektakularnego się nie wydarzyło, a wszystkie dziewczęta wyjechały z Garabandal i wyszły za mąż. Podczas wywiadów zamieszczonych w amerykańskim czasopiśmie Needles w 1977 roku oraz w późniejszych latach potwierdzały przebieg wydarzeń, swoje przekonanie o ich autentyczności i prawdziwości otrzymanych orędzi.

## Treść
Conchita González przekazała dwa „orędzia od Maryi dla całego świata”.
Pierwsze orędzie z 18 października 1961 roku:

Trzeba podejmować wiele ofiar, wiele pokutować, nawiedzać często Najświętszy Sakrament. Ale przede wszystkim trzeba być bardzo dobrym. Jeśli tego nie uczynimy, nadejdzie kara. Kielich już się napełnia. Jeśli się nie zmienimy nadejdzie wielka kara.

Drugie orędzie z 18 czerwca 1965 roku:

Ponieważ nie wypełniono i nie dano dostatecznie poznać Mojego orędzia z 18 października, chcę powiedzieć, że to orędzie jest już ostatnie. Przedtem kielich się wypełniał, teraz się wylewa. Liczni kapłani, biskupi i kardynałowie idą drogą potępienia i pociągają za sobą wiele dusz. Nadaje się coraz mniejsze znaczenie Eucharystii. Musicie waszymi wysiłkami uniknąć ciążącego nad wami gniewu Dobrego Boga. Przebaczy wam, jeśli poprosicie Go szczerze o przebaczenie. Ja, wasza Matka, za pośrednictwem św. Michała, chcę wam powiedzieć, abyście się poprawili. Przeżywacie ostatnie ostrzeżenia. Kocham was bardzo i nie chcę waszego potępienia. Proście Nas szczerze, a My was wysłuchamy. Powinniście bardziej się poświęcać. Rozważajcie Mękę Jezusa.

Dziewczęta z Garabandal informowały też o innych treściach, które otrzymywały w formie objawień, bądź lokucji. Najbardziej znane i wzbudzające ciekawość, to zapowiedzi trzech wydarzeń mających nastąpić w przyszłości: Ostrzeżenie, Wielki Cud i Kara. Według nich, Ostrzeżenie to poznanie swego stanu duszy przez każdego człowieka na świecie w tym samym czasie, dane przez Boga, aby spowodować nawrócenia. Niecały rok później ma nastąpić Wielki Cud w Garabandal, czyli nadzwyczajny znak, któremu będą towarzyszyły uzdrowienia. Wydarzyć się on ma w czwartek o godz. 20.30-20.45 między marcem a majem we wspomnienie młodego męczennika Eucharystii. W okresie tym, w rzymskim kalendarzu liturgicznym, wspominany jest tylko jeden taki męczennik, św. Hermenegild, czczony 13 kwietnia. Jeśli te dwa wydarzenia nie sprawią masowego nawrócenia ludzkości, nastąpi Kara”.
Ponadto, po śmierci św. Jana XXIII, Conchita powiedziała, iż „będzie jeszcze tylko trzech papieży, a potem nadejdzie koniec czasów” (nie oznaczający „końca świata”). Dodała też, że „będzie ich w zasadzie czterech, ale Matka Boża powiedziała, iż jednego nie liczy oraz że jeden będzie rządził Kościołem przez krótki czas”, ale nie określiła czy odnosi się to do tej samej osoby.

## Opinie biskupów

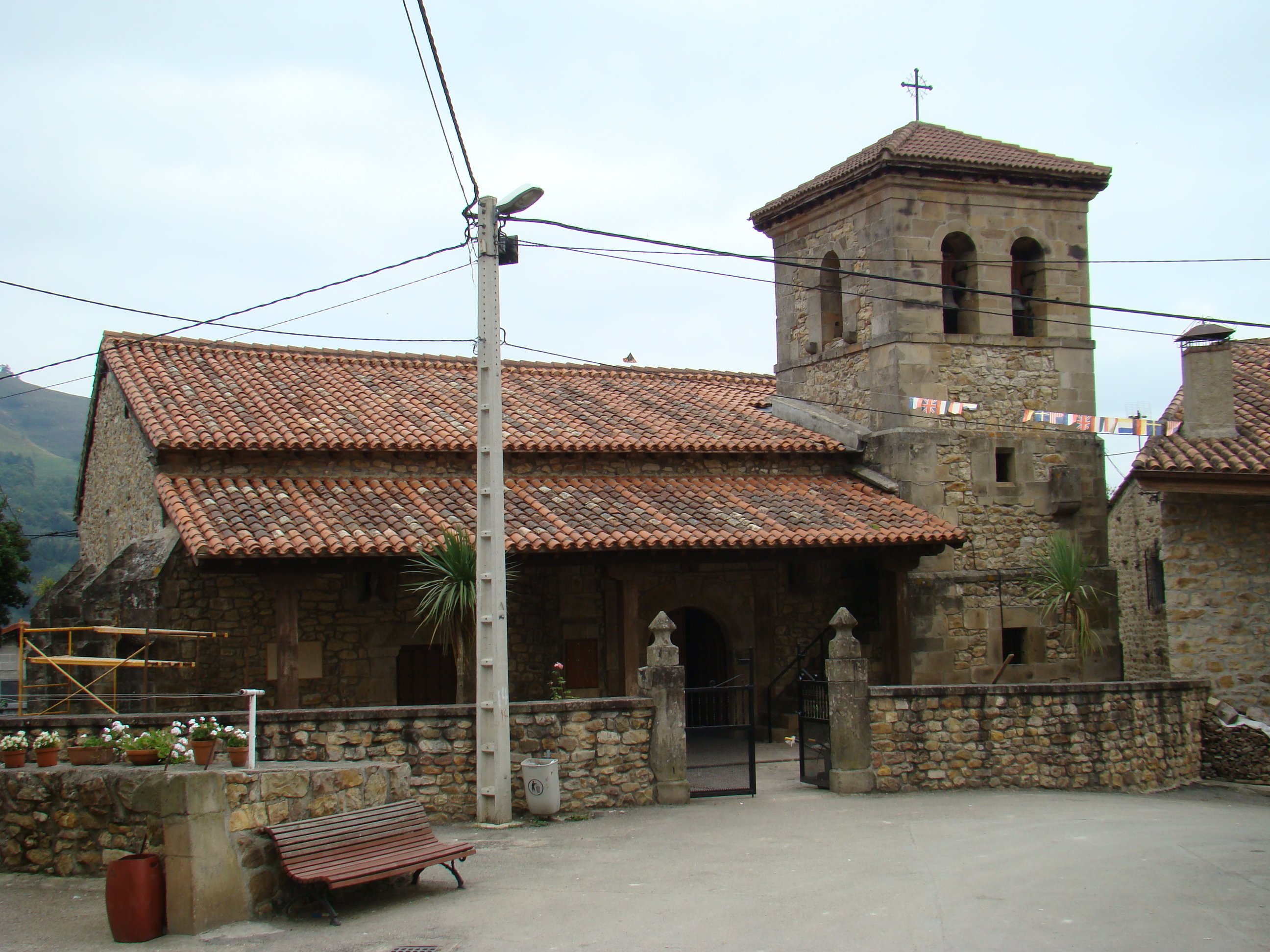
Kościół parafialny w Garabandal

W pierwszym roku objawień nie było ordynariusza w Santanderze, a jego funkcję pełnił, jako administrator apostolski, ks. bp Doroteo Fernández. Powołał on doraźną komisję do zbadania sprawy, która jednak nie przesłuchała miejscowego proboszcza, ks. Valentín Marichalar, wszystkich dziewczynek, ich rodziców i znaczących mieszkańców wioski, świadków wydarzeń. Administrator wydał w 1961 roku kilka kolejnych not, w których stwierdzał, iż „do chwili obecnej” nie można potwierdzić nadprzyrodzonego charakteru zjawisk w Garabandal oraz uznał relacje za niejasne, dodając raz uzasadnienie: „Kiedy Bóg pragnie mówić, czyni to w terminach jasnych i niedwuznacznych”, innym razem zaznaczając: „Jeśli Bóg sam, lub za pośrednictwem swej Matki, chce do nas przemówić, to powinniśmy słuchać Go uważnie, mówiąc jak Samuel: Mów Panie bo sługa Twój słucha.
Ordynariusz z lat 1962-1965, ks. bp Eugenio Beitia Aldazábal, 7 października 1962 podpisał kolejną notę zredagowaną przez tę komisję, niepotwierdzającą nadprzyrodzonego charakteru zjawisk obserwowanych w Garabandal. 8 lipca 1965 roku, po czerwcowym objawieniu określonym jako ostatnie, wystosował oficjalny list, podtrzymujący poprzednią opinię co do pochodzenia zjawisk, ale potwierdzający zgodność z wiarą katolicką treści przekazów i wypowiedzi dziewcząt.

Oświadczamy, że nie znaleźliśmy żadnego powodu wynikającego z cenzury kościelnej zmuszającego do potępienia bądź to doktryny, bądź to rad duchowych – które rozpowszechniano z okazji wydarzeń w Garabandal, a skierowanych do wiernych chrześcijan – tym bardziej, że zawierają one wezwanie do modlitwy i ofiary, do pobożności eucharystycznej, kultu Najświętszej Panny w godnych pochwały formach tradycyjnych oraz do świętej bojaźni wobec Boga, obrażanego naszymi grzechami. Wszystko to przypomina tylko zwykłe nauczanie Kościoła w tych sprawach.

Jego następca z czasów bezpośrednio po wydarzeniach (sierpień 1965 – maj 1967), ks. bp Vicente Puchol Montis, nie podważając publicznie poprawności treści orędzi, od początku wprost negował ich nadprzyrodzone pochodzenie, usiłował wymusić na dziewczynkach i ich rodzicach podpisanie wyparcia się objawień. Swoją opinię, wraz z dokumentacją przesłał do Rzymu, aby oceniła ją Kongregacja Doktryny Wiary. Jej pro-prefekt, ks. kard. Alfredo Ottaviani, w liście z 7 marca 1967 roku odpowiedział, że „Kongregacja zbadała starannie i uważnie całą dokumentację, łącznie z nadesłaną z innych miejscowości i doszła ostatecznie do wniosku, iż sprawa została już dokładnie zbadana i załatwiona przez Ekscelencję. W rezultacie nie ma powodu, aby św. Kongregacja sama interweniowała”. Jeszcze w tym miesiącu biskup opublikował oświadczenie zaprzeczające nadprzyrodzonemu pochodzeniu wszystkich zjawisk.

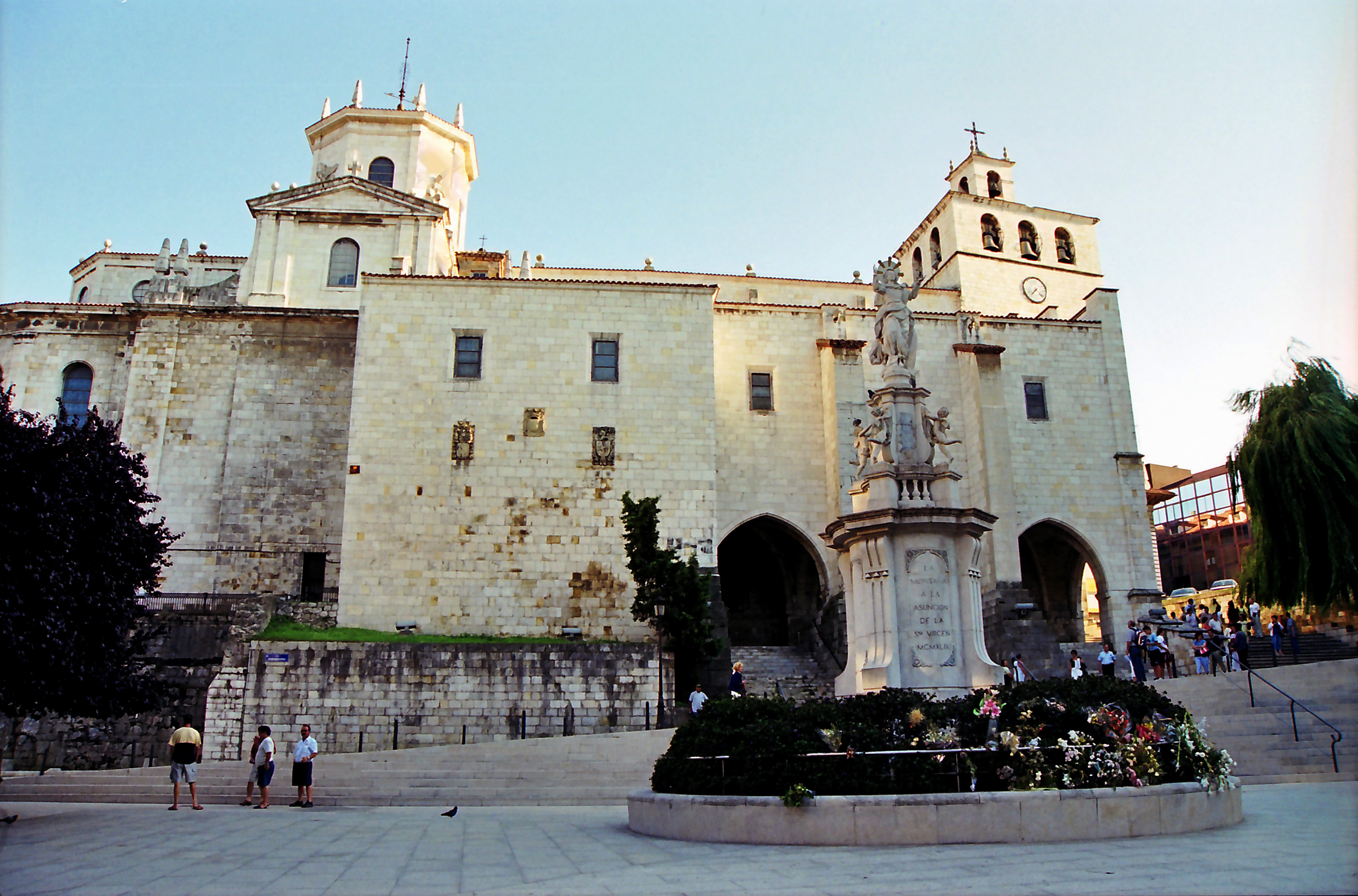
Katedra w Santanderze

Ordynariusz z lat 1972-1991, ks. bp Juan Antonio del Val Gallo od początku uznawał sprawę za otwartą i powołał kilku ekspertów do przeprowadzenia badań socjologicznych i teologicznych. W nocie z 1977 roku poinformował, iż podtrzymuje opinię poprzedników niepotwierdzającą pozanaturalnego źródła wydarzeń. W 1982 roku mianował nowego proboszcza parafii w Garabandal, świadka wydarzeń i polecił codzienne odprawianie Mszy św. dla pielgrzymów oraz udostępnianie kościoła księżom przybywającym z nimi (jego poprzednik tego zabraniał), polecił też, aby w homiliach nie mówiono w ogóle o tych objawieniach.
Oficjalna dokumentacja badań przeprowadzonych na jego zlecenie została przesłana do Rzymu już przez jego następcę, ks. bpa José Vilaplana Blasco w listopadzie 1991. Kongregacja Doktryny Wiary odpowiedziała rok później, iż podtrzymuje swe stanowisko z 1967 roku, że wyjaśnienie sprawy należy do miejscowego biskupa i nie znajduje powodów do bezpośredniego zabierania głosu w tej sprawie. Bp Blasco ograniczył się do wydania w listopadzie 1996 roku noty informacyjnej o dalszym niepotwierdzeniu nadprzyrodzoności wydarzeń i podtrzymaniu decyzji swych poprzedników o sprawowaniu liturgii w Garabandal tylko w kościele parafialnym.
Kilku biskupów z innych diecezji publicznie wyraziło aprobatę autentyczności objawień Maryi i Michała Archanioła w Garabandal, jako pochodzących od Boga: ks. abp Manuel Pío López Estrada, ordynariusz archidiecezji Jalapa (Xalapa-Enríquez) w Meksyku, zaaprobował 20 marca 1966 roku „Modlitwę do Matki Bożej z Garabandal”, oświadczając ponadto w lipcu tego roku, iż nie znajduje w objawieniach w Garabandal niczego, co sprzeciwiałoby się wierze katolickiej, a nawet „stwierdza w zjawiskach garabandalskich oznaki wykazujące, że <Bóg tam jest>” i zezwolił na publiczne ich głoszenie w kościołach. Ks. bp Luis Guízar Barragán z Saltillo (Coahuila) we wrześniu tego roku również zezwolił na szerzenie orędzi z Garabandal w swojej diecezji jako „absolutnie zgodnych z nauczaniem Kościoła”. Ks. bp Ernest John Primeau, ordynariusz diecezji Manchester (New Hampshire) udzielił w tymże roku imprimatur dla ulotki o objawieniach w Garabandal.
Ks. bp João Pereira Venâncio (1904-1985), ordynariusz diecezji Leiria-Fátima w latach 1958-1978, był zdecydowanym zwolennikiem Bożego pochodzenia objawień, które nazwał „garabandalskim orędziem Matki Bożej z Góry Karmel”. Conchita odwiedzała go kilkakrotnie w Fatimie, po raz pierwszy w 1967 roku (spotykała się również z siostrą Łucją w Coimbrze). Z kolei bp Venâncio był dwukrotnie u Conchity w jej domu w Lindenhurst (Nowy Jork). W 1983 roku, w wywiadzie udzielonym francuskiemu kapucynowi, o. Alfredowi Combe, przyznał, iż przez wiele lat nosił obok pierścienia biskupiego obrączkę podarowaną mu przez nią, dodając: „kosztowało mnie to wiele pytań bardziej lub mniej niedyskretnych, nawet ze strony kilku braci w biskupstwie”.

## Opracowania
Pierwszym i podstawowym tekstem źródłowym do dziejów objawień w Garabandal jest „Dziennik Conchity” González, relacjonujący przebieg wydarzeń z lat 1961-1965 w San Sebastián de Garabandal, opublikowany w 1968 roku w Meksyku przez salezjanów, a obecnie udostępniony online z dodaniem tłumaczenia angielskiego i najważniejszych dokumentów, w opracowaniu o. Gustavo Morelos . W ciągu dwudziestu lat od zakończenia objawień, ukazało się kilkanaście ich książkowych monografii i wiele artykułów. Bibliografię pierwszych tekstów sporządził w 1968 roku francuski mariolog, specjalista od objawień, ks. René Laurentin i opublikował we francuskim Revue de sciences philosophiques et théologiques, a szczegółową dokumentację w kolejnych latach zamieszczał Joaquin Maria Alonso na łamach roczników mariologicznych Ephemerides mariologicae, który był również autorem 18-tomowej dokumentacji objawień w Fatimie.
Ks. Francisco Sanches-Ventura y Pascual, jezuita będący świadkiem wydarzeń od samego początku, opublikował zaraz po ich zakończeniu dwie książki w obronie ich autentyczności, jako objawień Maryi, z których jedna doczekała się w Stanach Zjednoczonych osiemnastu wydań w latach 1966-2000. Obszerna monografia na temat objawień w Garabandal, której autorami byli: belgijski ks. Joseph Laffineur Noseda i María Teresa Le Pelletier de Glatigny, ukazała się w 1966 roku. Wśród kolejnych publikacji książkowych dwie są dziełem polskich księży mieszkających wówczas za granicą. Pierwszy ks. Roman Hoppe z USA opublikował tam w 1969 roku książkę „Matka Boża Odwiedza Nas” , w której dowodzi autentyczności tych objawień, jako kontynuacji różnych poprzednich objawień Maryi. Drugi, ks. Józef Warszawski z Rzymu wydał rok później książkę „Garabandal. Objawienie Boże czy mamienie szatańskie?”  (opublikowaną też w 1973 roku po hiszpańsku i w 2001 roku w Polsce), w której prezentuje tezę, iż były one całkowicie dziełem szatana. W Stanach Zjednoczonych ukazały się wówczas dwie książki Josepha A. Pelletier, autora broniącego ich Bożego pochodzenia: „God speaks at Garabandal” i „Our Lady comes to Garabandal”.
W latach 1972–1974 ukazały się trzy tomy po kilkaset stron największej, szeroko udokumentowanej źródłowo, monografii z obszernym zbiorem fotografii, którą opracował hiszpański franciszkanin o. Eusebio Garcia de Pesquera, wydanej w 1979 w jednym woluminie, która stała się popularna również w świecie anglojęzycznym dzięki amerykańskiemu przekładowi „She Went in Haste to the Mountain”, kilkakrotnie wydawanemu . W 1986 roku sporządził on znacznie skrócone, lecz zaktualizowane opracowanie pod tytułem „Garabandal: Hechos y Fechas”, przetłumaczone na kilka języków, w tym polski .
Ks. José Ramón García de la Riva, proboszcz parafii w Barro (Asturia) opublikował swą relację z pobytu w Garabandal w czasie objawień, wydaną w kilku językach. Obszerne badania przeprowadził kilka lat potem francuski dominikanin o. François Turner, które opublikował w 1975 roku oraz w poprawionej wersji w 1980 roku, jako „Moi, votre Mère, je vous aime. Ainsi parlait Marie à Garabandal”. W sierpniu 1980 roku odbył się w Lourdes światowy kongres poświęcony objawieniom Maryi w Garabandal, którego materiały, zawierające też oświadczenia świadków, duchownych i lekarzy, potem opublikowano. Osiem lat potem ks. René Laurentin zamieścił podrozdział o Garabandal w swej książce „Multiplication des Apparitions de la Vierge aujourd’hui”, na temat kilkudziesięciu objawień Maryi, uznanych, bądź niepotwierdzonych przez hierarchię. Została ona przetłumaczona na język polski . Kilka lat później niemiecki badacz ks. Albrecht Weber opublikował książkę „Garabandal. Der Zeigefinger Gottes”, będącą zwieńczeniem, rozpoczętych wywiadem z Conchitą w 1965 roku, jego kilkudziesięcioletnich, później także kontynuowanych studiów nad tymi objawieniami, których autentyczność potwierdzał. Jej drugie wydanie ukazało się w 2000 roku . W kolejnych latach pojawiały się, i wciąż dochodzą, nowe publikacje, przede wszystkim internetowe, oparte jednak, wobec braku nowych faktów, na tamtych opracowaniach i interpretacjach.

## Kontrowersje
Wydarzenia, określane w niektórych publikacjach, jako objawienia Najświętszej Maryi Panny z Góry Karmel w Garabandal (hiszp. Las Apariciónes de la Nuestra Señora del Carmen de Garabandal, ang. The Apparitions of Our Lady of Mount Carmel in Garabandal), miały i wciąż mają zdecydowanych zwolenników i zagorzałych przeciwników ich bezpośrednio Bożego pochodzenia. Jedni i drudzy opierają się na tych samych faktach, lecz interpretują je przeciwnie. Jedni i drudzy nie zgadzają się z opiniami miejscowych biskupów, iż można je wszystkie wytłumaczyć w sposób naturalny. Ci pierwsi podkreślają, iż opinie te, to były tylko noty informacyjne, a nie kanonicznie wydane orzeczenia, a jako zarządzenia dyscyplinarne obowiązują tylko na terenie diecezji santanderskiej i nie mają charakteru ostatecznego, zaś powoływane przez biskupów komisje nie działały w oparciu o Kodeks Prawa Kanonicznego
. Ci drudzy wpierw powołują się na nie, by następnie dowodzić tezy przeciwnej, że miały one pochodzenie pozanaturalne, a mianowicie demoniczne.
Ks. Józef Warszawski również nie uważał opinii tamtejszych biskupów za ostateczne i wiążące katolików, a nawet szedł dalej w tym względzie, podkreślając w oparciu o dokumenty papieskie, przede wszystkim bullę Benedykta XIV De servorum Dei, iż w ogóle „Kościół nie rości sobie nieomylności w zatwierdzaniu i rozpowszechnianiu określonych wizyj i objawień, […] ich odrzucaniu i potępianiu. Podstawa bowiem zostaje ta sama: rzecz nie dotyczy depozytu wiary, nieomylność zaś jest zakreślona tym jedynie depozytem”. Dlatego wbrew tym biskupom stanowczo twierdził, iż wydarzenia miały z całą pewnością charakter nadprzyrodzony:

Nadzwyczajność tych zjawisk, jak choćby tylko okazana w nich fizyczna moc, która przerastała znane z normalnego życia moce przyrodzone jednostek, zwłaszcza zaś dominanta intelektualna, przekraczająca zarówno siły psychiczne wizjonerek, jak zebranych wkoło nich tłumów, nakazują określać ów czynnik jako pierwiastek nie tylko niesłychanej mocy fizycznej, lecz przede wszystkim niebywałej inteligencji. […] Bezustanne wreszcie apele ku czynnikom i zagadnieniom nadprzyrodzonym, jakie w trakcie dokonywania się tych zjawisk stawały się udziałem ich uczestników, przymuszają nadto – zwłaszcza przy uwzględnianiu ich charakteru przerastającego znane przyrodzone przyczyny – do upatrywania w owym czynniku pierwiastka o mocy nadprzyrodzonej, tj. zstępującego ze świata zjawisk nadzwyczajnych.

Kontrowersje wzbudzały owe nadzwyczajne zjawiska, a zwłaszcza lewitacje, ekstazy, „marsze ekstatyczne” i czytanie w sercu (sumieniu) obecnych tam osób. Ks. Warszawski aprobował opinię dwóch lekarzy, że były to zjawiska parapsychiczne, stwierdzając za nimi, iż „absolutny komplet zjawisk parapsychicznych, takich jak telepatia, poznanie przyszłości, poznanie przeszłości, poznanie sumienia, przenoszenie się i lewitacja, towarzyszył ekstazom przy równie absolutnej, somatyczno-psychicznej normalności dziewczynek” oraz twierdził, że miały one „powinowactwo z seansami spirytystycznymi”. Zwolennicy autentyczności objawień, jak ks. Roman Hoppe, przedstawiali te zjawiska, jako potwierdzenie Bożego pochodzenia samych objawień, jako że od wieków towarzyszyły one licznym świętym katolickim.
W przeciwieństwie do opinii biskupów santanderskich, iż „wszystkie wydarzenia można wytłumaczyć w sposób naturalny”, także specjaliści powołani przez nich do przeprowadzenia szczegółowych badań dziewczynek pod kątem fizycznym i psychicznym, orzekli:

Każda próba usiłująca wytłumaczyć fenomen przeważająco irracjonalny środkami racjonalnymi, jest sama w sobie zarówno absurdalna, jak nie do przeprowadzenia. […] Z czysto naukowego punktu widzenia nie da się wyłączyć działania przyczyny nadprzyrodzonej w zjawisku tych fenomenów. Prawdą jest, że nie znajduje się wytłumaczenia naturalnego dla całości zjawisk.

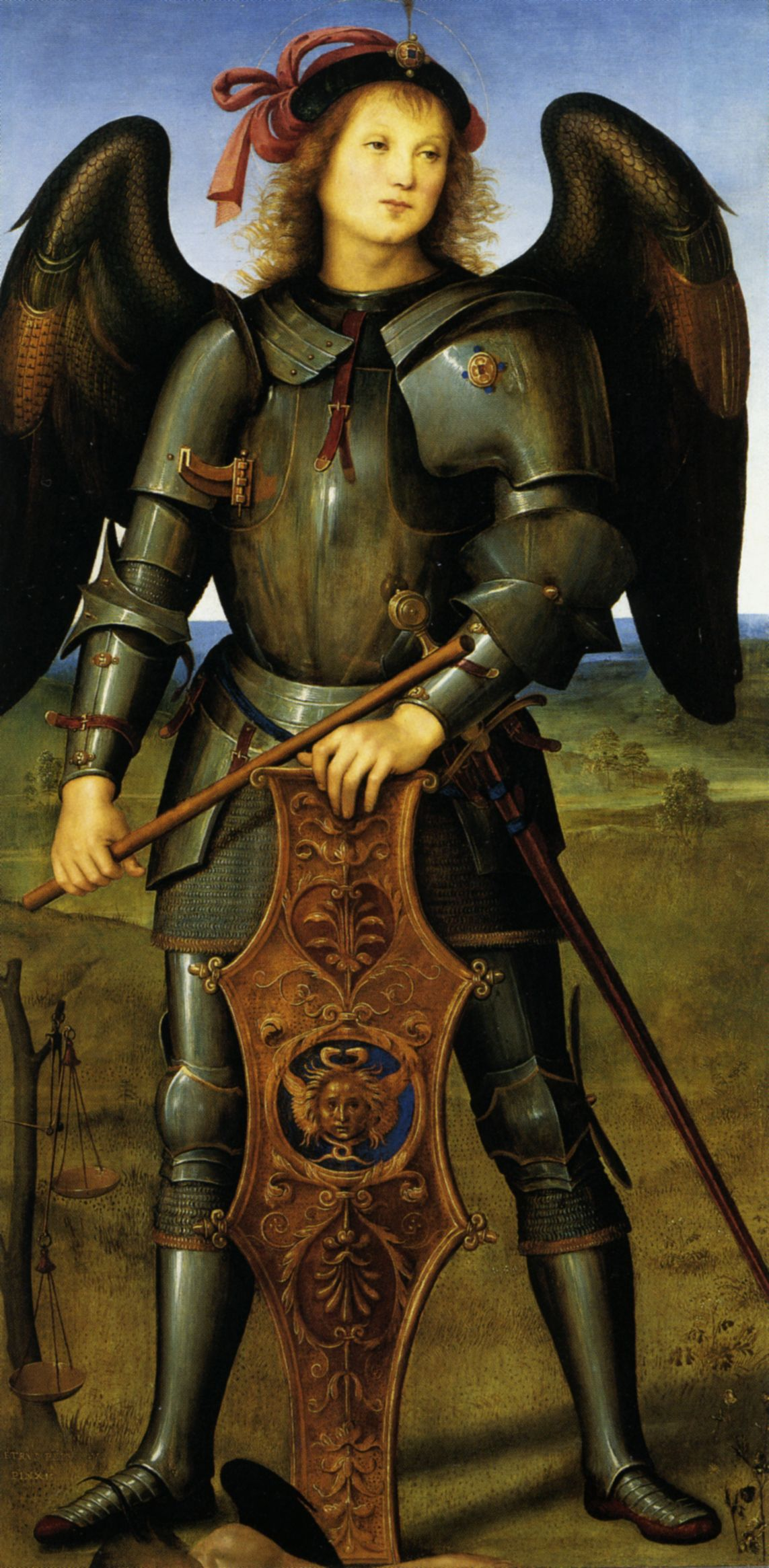
Św. Michał Archanioł

Szczególne kontrowersje wzbudziła postać bpa Puchola. Od początku objęcia diecezji, po przejściu poprzednika na emeryturę, w sierpniu 1965 roku, nie ukrywał on, iż dąży do „definitywnego zamknięcia sprawy Garabandal”. Ks. Joseph Laffineur Noseda, w obszernym opracowaniu tematu tych objawień, zwrócił uwagę, iż biskup ten był sceptyczny wobec wszelkich tego typu zjawisk, nie wierzył też w objawienia w Lourdes i w Fatimie. Od pierwszych dni urzędowania nalegał na dziewczęta, aby wyparły się przekonania o autentyczności swych przeżyć oraz na ich rodziców. Po roku, w wyniku kolejnego, siedmiogodzinnego przesłuchania, Conchita powiedziała: „Ekscelencjo, już sobie nie przypominam, czy widziałam Dziewicę, ale mój Dziennik, w którym wszystko opowiedziałam jest prawdziwy”. Wówczas to bp Puchol uzyskał podpisanie przez dziewczęta jednozdaniowego oświadczenia: „Nie widziałam Dziewicy”. Rodzice odmówili podpisania wyparcia się swego przekonania o prawdomówności córek. W oparciu o te oświadczenia wydał on następnego roku swą opinię. Dziewczęta zostały zobowiązane do milczenia o okolicznościach tego zeznania, dlatego jeszcze w 1986 roku Conchita odmówiła ks. Laurentinowi wyjaśnienia dlaczego wówczas twierdziły, że przez kilka dni „opuściło je przekonanie” i podpisały to oświadczenie.
W nocie z 17 marca 1967 roku ordynariusz nie powołał się na autorytet własny, swego urzędu, komisji, czy ekspertów, ale poinformował, że osobiście zebrał oświadczenia czterech dziewcząt na temat wydarzeń w Garabandal i „z oświadczeń zainteresowanych osób wynika, że: 1. Nie było pojawiań się ani Najświętszej Dziewicy, ani św. Michała Archanioła, ani innej postaci niebieskiej. 2. Nie było żadnego posłannictwa. 3. Wszystkie fakty, jakie się wydarzyły we wspomnianej miejscowości, dają się wyjaśnić w sposób naturalny”. Zaś wszystko „się zaczęło niewinną zabawką dziecięcą”. Kilka tygodni później zginął za kierownicą swego samochodu. Zarówno zwolennicy, jak przeciwnicy Boskiego pochodzenia objawień w Garabandal, eksponowali fakt, iż wypadek miał miejsce 8 maja, w dawne święto Objawienia św. Michała Archanioła. Wierni z diecezji uznali to za wyrok Nieba.
Zwolennicy Bożego pochodzenia objawień powoływali się na akceptację ich przez kilka cenionych w świecie katolickim osób, takich jak: Marta Robin, św. Pio z Pietrelciny i św. Teresa z Kalkuty. Nie przedstawiali jednak konkretnych ich publicznych wypowiedzi jednoznacznie uznających pochodzenie objawień. Marta Robin interesowała się nimi, modliła się codziennie za dziewczęta i tamtejszych biskupów oraz zachęcała do badania sprawy. Matka Teresa, która podczas pobytów w Nowym Jorku spotykała się z Conchitą, w 1987 roku napisała do bpa Juana Antonia del Val, że siostry z jej zgromadzenia wezmą w modlitewną opiekę („duchową adopcję”) pojedynczo każdego kapłana z diecezji santanderskiej, co bardzo ucieszyło biskupa, nie poinformowała jednak dlaczego. Według przeciwników objawień, chciała uchronić księży przed zwiedzeniem, według zwolenników chciała, aby w nie uwierzyli. Ojciec Pio przyjął Conchitę i błogosławił ją oraz krzyż i różaniec, o których powiedziała, że pocałowała je Matka Boża. Miał on napisać wpierw do niej list, ale niepodpisany, z nieczytelnym stemplem, którego autentyczność podważali przeciwnicy. Jacyś pielgrzymi hiszpańscy twierdzili, iż odpowiedział im w 1962 roku, że „Maryja objawia się już od ośmiu miesięcy” w Garabandal. Conchita powiedziała kiedyś, iż „ojciec Pio zobaczy Wielki Cud”. Gdy zmarł, jeden z jego bliskich współbraci, o. Bernardinio Cenamo oświadczył, iż „on zobaczył cud przed śmiercią [w wizji]. Sam mi to powiedział”.
Kontrowersje budziły niektóre wypowiedzi dziewcząt, a zwłaszcza proroctwa o nadchodzących wydarzeniach. Gdy po wyborze Benedykta XVI nic spektakularnego się nie wydarzyło, przeciwnicy objawień zaczęli twierdzić, iż nie spełniło się proroctwo o trzech papieżach, bo jest kolejny papież, a potem już nawet dwóch. Zwolennicy zwracali jedynie uwagę, iż Conchita już od razu, kilkakrotnie podkreślała, iż „Dziewica nie mówiła o końcu świata, lecz o końcu czasów”.
W 1966 roku Paweł VI, na prywatnej audiencji, z udziałem pięciu osób, przyjął Conchitę González i powiedział: „Conchita, ja błogosławię ciebie, a wraz ze mną cały Kościół błogosławi ciebie”, co zwolennicy określili jako „pozytywna wypowiedź papieża Pawła VI na temat objawień”. Zwolennicy objawień podają też, iż w 1967 roku, w obecności generała jezuitów Pedro Arrupe, papież odpowiedział meksykańskiemu jezuicie ks. Javier Escalada, na jego pytanie wiernych o opozycję wobec Garabandal: „Bez względu na to, powiedz tym ludziom, że papież chce aby te orędzia o najwyższym znaczeniu zostały podane do wiadomości publicznej”.
Autorzy książek o wydarzeniach w Garabandal, duchowni będący ich naocznymi świadkami: Riva, Pascual, Combe, Laffineur, Turner i Pesquera, w efekcie swych badań doszli do wniosków, iż były to autentyczne objawienia Najświętszej Maryi Panny i św. Michała Archanioła. Pewne zastrzeżenia wymagające wyjaśnienia, dotyczące tego, że dziewczęta pod wpływem nacisków ze strony bpa Puchola przeżyły chwile zwątpienia dotyczące autentyczności swych przeżyć duchowych oraz dotyczące niespełnionych dotąd zapowiedzi cudów, zaznaczył ks. Laurentin, podkreślając jednak, iż po dwudziestu latach „rozwój duchowy wizjonerek jest budujący”.
Przeciwnicy autentyczności objawień usiłowali zdyskredytować tych księży, pisząc, że byli to „wyznawcy Garabandal”, „moderniści, którym przewodził ks. René Laurentin”. Zwolennicy objawień z kolei twierdzili, że to „modernistyczna prasa katolicka, odżywiająca się euforią, usprawiedliwianą według niej przez Sobór Watykański II”, zwalczała objawienia.
Przeciwnicy objawień starali się w tym zakresie wykreować autorytet ks. Warszawskiego, który rzekomo „na polecenie Stolicy Apostolskiej, badał prawdziwość „objawień maryjnych” w Garabandal. Orzekł wkrótce, że są one fałszywe i nie pochodzą od Pana Boga”; „znawca tematu”, „świadek wielu wydarzeń”, „ks. Warszawski był znawcą niebezpieczeństw spirytyzmu”, jego książka „to pozycja klasyczna, znana zarówno mariologom, jak i demonologom. Opisuje ona schemat szatańskiej podróbki prawdziwego objawienia”.
W rzeczywistości ks. Warszawski pojechał do Garabandal z własnej inicjatywy, o czym sam napisał, nie miał uprawnień niczego „orzekać” w tej kwestii, a swe prywatne przemyślenia zawarł w książce, którą wydał własnym sumptem. Nie był świadkiem żadnych opisywanych wydarzeń, gdyż przebywał w Garabandal dopiero po ich zakończeniu, jesienią 1965 roku. Opisywał ekstazy i lewitacje inaczej niż autorzy będący ich świadkami i w taki sposób, jakby widział je na własne oczy, chociaż znał tylko fotografie prasowe. Nie był też ani mariologiem, ani demonologiem, a bibliografia jego publikacji nie zawiera ani jednej pozycji na temat spirytyzmu i dziedzin pokrewnych. W jego biogramach nie ma też żadnej wzmianki, by kiedykolwiek miał pełnić posługę egzorcysty, czy inną związaną z kompetencjami w odnośnym zakresie.
Ks. Gabriele Amorth, oficjalny egzorcysta watykański i diecezji rzymskiej, założyciel i pierwszy prezes Międzynarodowego Stowarzyszenia Egzorcystów, uznawał autentyczność objawień Maryi w Garabandal. Hiszpański ks. Rafael Alonso, który rozmawiał z nim na ten temat, podał też informację, iż w jego obecności o. Amorth odpowiedział trzeciemu kapłanowi: „Wiesz, ja zawsze wierzyłem w Garabandal”.

## Owoce
Objawienia Maryi w Garabandal wydawały dobre owoce z katolickiego punktu widzenia, zdaniem miejscowego ordynariusza z ich czasów, ks. bpa E. B. Aldazabara, który stwierdził oficjalnie, iż „zawierają one wezwanie do modlitwy i ofiary, do pobożności eucharystycznej, kultu Najświętszej Panny w godnych pochwały formach tradycyjnych oraz do świętej bojaźni wobec Boga, obrażanego naszymi grzechami. Wszystko to przypomina tylko zwykłe nauczanie Kościoła w tych sprawach. Zakładamy dobrą wolę i żarliwość religijną osób, które udają się do San Sebastián de Garabandal i zasługują na najgłębszy szacunek”.
Cały szereg takich owoców wymienił najznaczniejszy przeciwnik Boskiego pochodzenia tych objawień, ks. J. Warszawski. Uznając jednak, iż sprawcą ich wszystkich był szatan, pytał sam siebie: „dlaczego oprócz akcji zwodniczej dokonał całego szeregu czynności na pierwszy rzut oka całkowicie dobrych? Dlaczego np. rozpoczął uczenie dzieci pacierza, pobożnego żegnania się znakiem krzyża św. i odmawiania różańca? Dlaczego nakłaniał je, a poprzez nie przybyłe na miejsce zjawisk tłumy, do spełniania uczynków pokutnych i przystępowania do sakramentów św.? Dlaczego wreszcie dopuścił do tak wygrywających uczucia katolickie faktów, jak chrzest Żydówki, nawrócenie z protestantyzmu na katolicyzm, zerwanie z życiem czysto świeckim i poświęcenie się na wyłączną służbę Bogu w seminariach czy zakonach?”. I odpowiedział sobie: „Celem, dla którego duch zła dokonywał wszystkich tych spraw, musiała być rzecz w jego oczach tak wielka, iż warto było dla jej dopięcia zezwolić na wszystkie tamte”, a było nią, według niego, podrobienie objawień fatimskich.

## Garabandal a Fatima

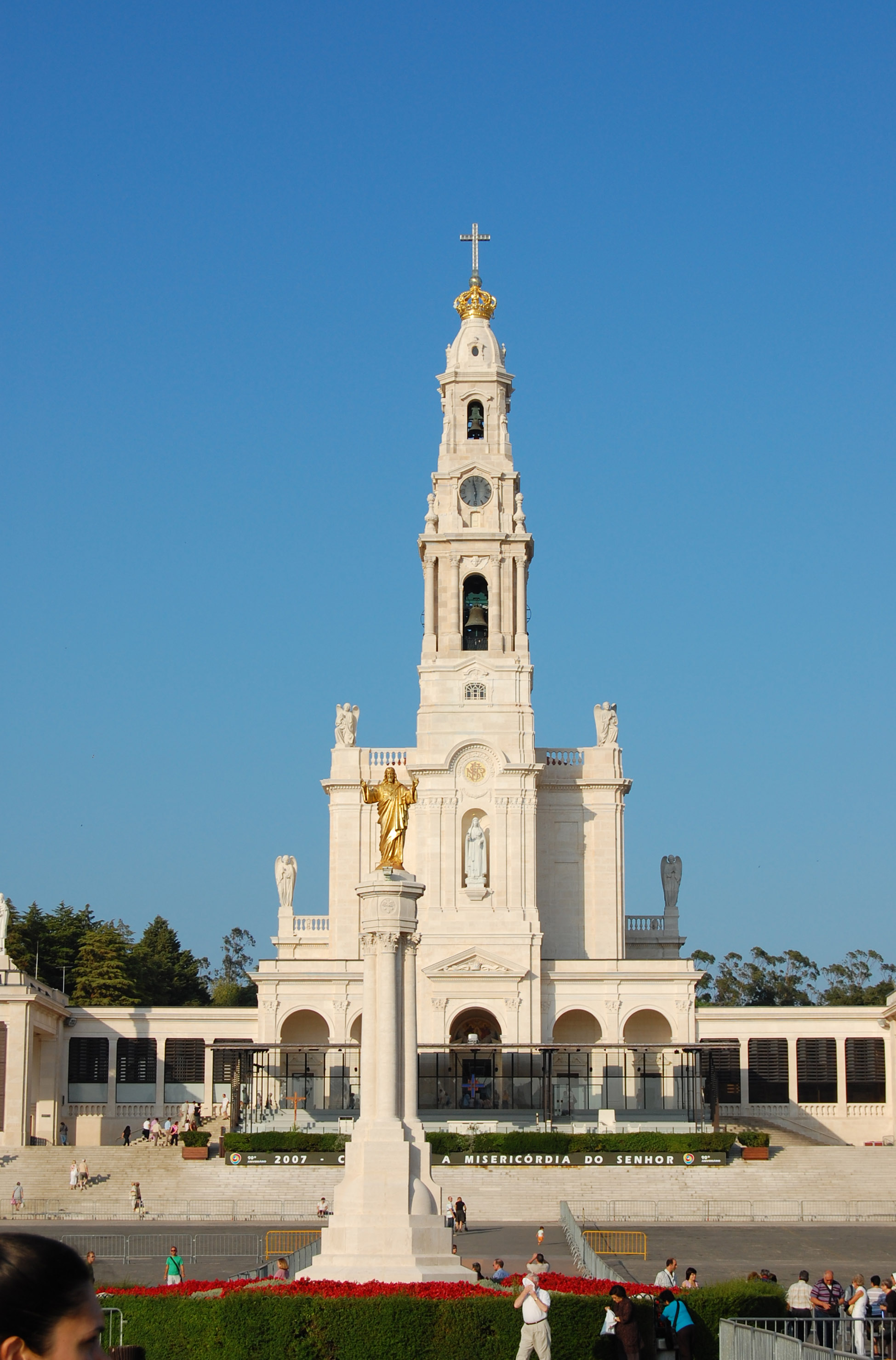
Sanktuarium NMP w Fatimie

Zarówno zwolennicy, jak i przeciwnicy objawień w Garabandal, porównują je do objawień w Fatimie, wykazując autentyczne, bądź zwodnicze, podobieństwa i związki. I jedne i drugie objawienia były skierowane do kilkorga wiejskich dzieci, poprzedzone przez anioła, stanowiły kilka spotkań z Maryją w zapowiedzianych wcześniej dniach, zawierały orędzia wzywające do nawrócenia, modlitwy i pokuty oraz ostrzeżenie przed karą, zjawisko mistycznej Komunii, fenomeny widziane przez wielu świadków i podobne zjawiska atmosferyczne oraz spowodowały napływ pielgrzymów. Maryja była ujrzana ze szkaplerzem karmelitańskim w ostatniej wizji w Fatimie i pierwszej w Garabandal.
Ks. Roman Hoppe uznał objawienia w Garabandal za kontynuację objawień w Fatimie, spowodowaną tym, iż papież Jan XXIII nie wypełnił żądania przekazanego przez s. Łucję, aby ujawnić treść trzeciej tajemnicy fatimskiej w 1960 roku: „Gdy w 1960 roku nie dano światu poznać specjalnego orędzia Matki Bożej – sekretu fatimskiego, Matka Boża znów objawia się 1961 roku, tym razem w Garabandal – Hiszpania”.
Ks. Józef Warszawski uznał objawienia w Garabandal za działanie szatana, którego „celem mogła być tylko jedna rzecz – zniszczenie Fatimy, wyeliminowanie pamięci o niej w duszach chrześcijańskiego świata. Środkiem zaś ku temu mogła być również tylko jedna rzecz, mianowicie reduplikacja Fatimy i końcowe ośmieszenie tej właśnie reduplikacji”. Tezę jego współcześnie powielają przeciwnicy objawień w Garabandal, przede wszystkim spośród sympatyków Bractwa św. Piusa X, uważający je za działania szatana, które „zmierzają do zniszczenia Fatimy poprzez jej ordynarną reduplikację. Oto więc zasadniczy cel garabandalskiego ducha: ludzkość zamiast wypełnić żądania Najświętszej Maryi Panny z Fatimy ma czekać na cud, który wyznaczy nową erę”.
Biskup leirsko-fatimski João Pereira Venâncio stwierdził, że: „Orędzie – dane w Garabandal przez Najświętszą Dziewicę – jest tym samym, które przekazała w Fatimie, jednak zaktualizowanym dla naszego czasu”. [...] W 1917 w Fatimie nie uprzedziła nas o kryzysie, którego pięćdziesiąt lat później miał doświadczyć Kościół w dziedzinie doktryny, katechezy, moralności, liturgii, dyscypliny, kapłaństwa, życia zakonnego itd. [...] W 1917, jeśli chodzi o wymienione problemy, to sytuacja, choć nie była doskonała, odznaczała się zupełną normalnością. [...] W 1961 i w następnych latach sytuacja była całkowicie odmienna. Zagrażały nam poważne niebezpieczeństwa, których nie widzieliśmy. Dostrzegła je jednak Najświętsza Dziewica Maryja i przybyła do małej hiszpańskiej wioski, aby nas wyraźnie ostrzec i wezwać jeszcze jeden raz do modlitwy, do ducha ofiary, do pokuty i nawrócenia. Krótko mówiąc, w Garabandal Maryja przyszła dać ponownie Orędzie Fatimskie swemu dzisiejszemu Kościołowi”.